# كلود برنار
كلود برنار (بالفرنسية: Claude Bernard) عالم وظائف أعضاء فرنسي شهير، يعتبر مؤسس المدرسة التجريبية العلمية وصاحب عدة بحوث هامة أدت إلى اكتشاف الوسط الداخلي والاستتباب وفهمهما.

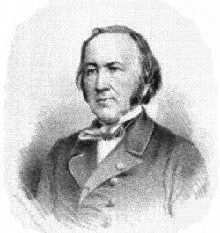
كلود برنار

ولد سنة 1813 في مدينة سان جوليان الفرنسية، درس الصيدلة ثم أنهى دراسته في الطب في مدينة ليون قبل أن يتخصص في علم وظائف الأعضاء (فيزيولوجيا).
لديه عدة اكتشافات علمية هامة من أبرزها :
- فهم دور عصارة البنكرياس في هضم الدهون.
- فهم دور الكبد في إفراز الغلوكوز
- توضيح إمكانية حث مرض السكري عبر ازالة مناطق من الدماغ
- فهم النظام الحراري للجسم
- اكتشاف الغليكوجين
- دور أحادي أكسيد الكربون في اختناق الخلايا
- دور النهايات العصبية في انقباض الخلايا
- اكتشاف الاستتباب

اعتبرت إنجازات كلود برنار ثورية وساهمت أعماله واكتشافاته في نهضة وتطور علم الأحياء والطب كما حصل خلال حياته على عدة تكريمات.
له أيضا عدة مؤلفات وكتب تعتبر حالياً من أمهات الكتب في المجال الطبي وعلوم الفيزيولوجيا الحديثة.

## روابط خارجية
- كلود برنار على موقع الموسوعة البريطانية (الإنجليزية)
- كلود برنار على موقع إن إن دي بي (الإنجليزية)